# 资源
资源是指任何一种有形或者无形、可利用性有限的物体，或者是任何有助于维持生计的事物。在大多数情况下，在商业上或者甚至出于道德规范方面的因素会要求通过资源管理来实现资源分配。

## 附属于资源的价值类型

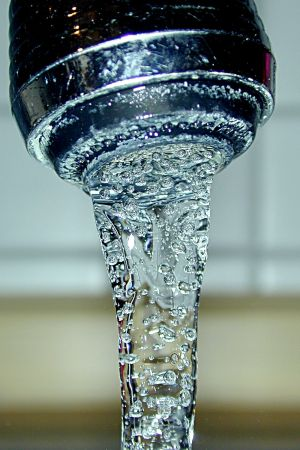
清洁的饮用水是所有人都需要的一种资源。

资源对于人类来说非常重要，因此我们将某些信息价值 (经济学)与其联系在一起。资源有助于生产商品，因而具有经济价值。森林、山脉之类的自然资源如此之美，因而具有审美价值。大自然的馈赠，诸如水资源，还具有法律价值，因为我们有权享用之。另一方面，资源还具有伦理价值，为后世子孙保护和保留这些资源是基于道德上的责任。
资源包含可再生资源和不可再生资源；可再生资源使用后可以循环利用，比如水，不可再生资源使用后就消失了，比如石油。

## 资源的特性
资源主要具有三种特性： 实用性、数量（常常依据的是其可利用性）以及在生产其他资源方面的用途。不过，有些人并不接受这种定义。例如，生态学家（英語：deep ecologists）就认为非人为要素独立于人类价值。一种资源的数量指的是特定某种原材料的总量，而不是经济学上所说的储备量。在资源数量方面，可能会发生瓶颈问题，使一些资源无法获得，造成供应紧张。随着投机者提高资源的商品价值，或者当地缘政治问题等造成风险时，资源价格往往会出现上涨。资源价格被视为一个与资源供应的安全有关的影响因素。资源就是那些可以真正组合起来，用于生产商品和服务的事物。

## 资源的价值
大自然之馈赠的价值或重要性取决于下列几个因素：
人们的需求
在世界范围内，人类的需求并非千篇一律。随着人类社会的进步，人类的需求也在不断发展，并且变得日益复杂。在非常发达的社会里，人们使用的是形形色色经过高度加工处理的产品。另一方面，在发展中国家，对于经过加工处理的商品的消费要少得多，而在诸如非洲俾格米人之类的原始部落当中，几乎不使用任何经过加工处理的物品。
人们所拥有的技术水平
技术水平也会影响对于资源的利用。例如，美洲印第安人曾经居住在北美大草原上，而他们是将这些大草原作为狩猎场来使用的。后来，当欧洲移民到达这里之后，后者则将这些大草原用于农业生产。如今，这些大草原则以商业化种植小麦和饲养牲畜而著称。
时间
资源的价值还会随着时间的推移而发生变化。例如，早期的人类只是将水纯粹用于满足个人需要。后来，人类将水用于农业用途，即农田灌溉。再后来，水还被用作一种交通运输手段，从而人们造出用于渡水的船只。如今，人们还利用水来发电。
Walter Youngquist认为，在经济增长期间，对于供应某种资源的需求通常会因为消费的增加而增加，而这些消费不仅来自于人口增长，同时还源于生活标准的提高以及对特定资源使用的增多。

## 资源的类型

### 自然资源
自然资源，又称为天然资源，源自于自然环境。其中，许多自然资源是我们生存所必不可少的，而其他自然资源则用于满足我们的种种需求和愿望。可以采用不同的方式对自然资源加以分类。
根据来源的不同，可将自然资源划分为：
- 生物资源 - 生物资源是指从生物圈之中获取的资源。重要的例子包括森林及其产物、动物、鸟类及其产物、鱼类及其他海洋生物。煤炭和石油之类的矿物也属于此类，因为它们是由腐烂的有机物质形成的。
- 非生物资源 - 非生物资源是由非生命物质构成的资源。例如，土地、水、空气以及金银铜铁之类的矿物。

根据发展阶段的不同，可将自然资源划分为：
- 潜在资源 - 潜在资源是指那些当前存在于某一区域，且将来可加以使用的资源。例如，矿物油可能存在于印度的许多具有沉积岩的地区，但是要开采出来并投入使用，仍需要花费一定的时间，因而依然属于一种潜在资源。

- 现实资源 - 现实资源是指那些已经过勘探，其数量和质量也已经确定，且当前正在使用。例如，从孟买高地（Bombay High Fields）开采的石油和天然气。自然资源的开发，如木材加工，取决于现有的技术以及所涉及的成本。在现实资源之中，可以采用现有技术加以开发且有利可图的部分称为资源储备。

根据可再生性的不同，可将自然资源划分为：
- 可再生资源 - 可再生资源是指那些易于再生或复制的资源。其中，有一些资源，如阳光、空气和风等等，是持续可用的，其数量并不受人类消耗的影响。许多可再生资源可以因人类的使用而耗尽，但还可能会得以再生，从而以一定的流量维持下去。农作物之类可再生资源的补充时间较短；水之类的其他可再生资源则要花费相对较长的时间，而森林之类的其他可再生资源则需要更长的时间。

- 不可再生资源 - 不可再生资源要经过很长的地理时期才能形成。矿物和化石就归此类。此类资源的形成速度极其缓慢，因此一旦耗尽，就无法再生。其中，金属矿物可以循环利用，而矿物和化石却无法实现循环利用。

根据所有权的不同，可将自然资源划分为：
- 个人所有的自然资源
- 集体所有的自然资源
- 国家所有的自然资源
- 国际所有的自然资源

### 人力资源
人类自身也被视为一种资源，因为他们能够将原材料转变为富有价值的资源。人力资源－这条术语亦可定义为：那些用于生产商品或提供服务的技巧、精力、才能、能力以及知识。
在考虑将人作为资源之时，必须将下列因素铭记在心：
- 人群的规模或数量
- 人群之中个人的能力

### 信息资源
信息资源是指人通过一系列的认识和创造过程，采用符号形式储存在一定载体（包括人的大脑）之上的，可供利用的全部信息。网络资源则是一种特殊的信息资源。

## 资源的使用与可持续发展
许多资源在其原始形式的情况下是无法消费或者说使用的。为了将其转变化更加方便可用的商品，就必须对它们予以加工处理。这就是所谓的资源开发。例如，将原油变为汽油。随着全球范围内人口的增多，对于资源的需求也在不断增加。然而，不同国家或地区之间的资源分布情况各不相同。发达国家所使用的资源要多于发展中国家。

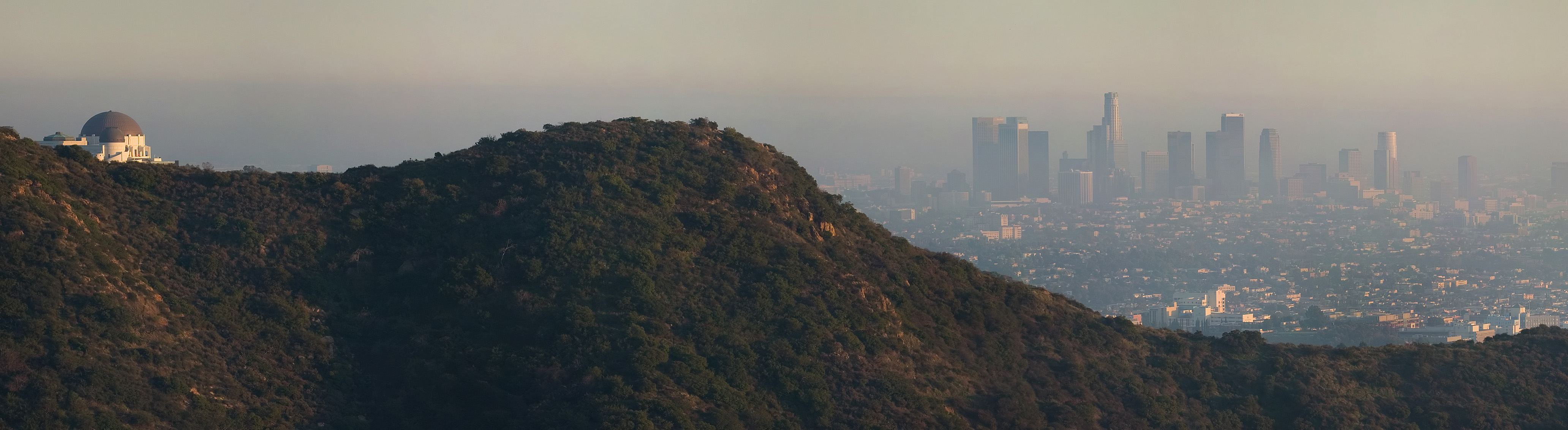
烟雾笼罩之下的美国洛杉矶。

与资源之过度消费相关的需求上涨已经造出了若干的问题：
- 资源枯竭
- 资源在少数人手中的积累
- 环境退化
- 公地悲剧
- 资源诅咒